# Caterine Ibargüen
Caterine Ibargüen Mena (Apartadó, 12 februari 1984) is een Colombiaanse voormalige atlete, die zich had toegelegd op de springnummers. Ze vertegenwoordigde haar vaderland op de Olympische Spelen van 2004 in Athene op het onderdeel hoogspringen. Acht jaar later won ze in Londen de zilveren medaille op de hink-stap-sprong. In 2013 veroverde zij ten slotte op dit onderdeel de wereldtitel, die zij twee jaar later prolongeerde. In 2016 kwam daar de olympische gouden medaille bij. In totaal nam zij deel aan vier Olympische Spelen.
Gedurende haar omvangrijke carrière veroverde Ibargüen een 50-tal titels, van talrijke nationale en internationale tot de allerhoogste, reeds genoemde. Ze won tussen 2012 en 2019 bovendien 38 wedstrijden binnen het Diamond League-circuit en werd vanaf 2013 in zes opeenvolgende jaren bij het hink-stap-springen overall-winnares.

## Biografie

### Jeugd
Ibargüen werd na haar geboorte opgevoed door haar grootmoeder Ayola Rivas, nadat haar ouders door de Colombiaanse Burgeroorlog, die het land sinds 1964 teistert, uiteen waren gedreven. Haar vader was uitgeweken naar Venezuela, terwijl haar moeder naar Turbo was getrokken, waar zij werk vond als kokkin in de goudmijnen. Het was een armoedig bestaan; eten was er soms niet en naar school gaan een luxe, maar de oma van Caterine en haar broertje Luis Alberto zag erop toe, dat het tweetal geen schoolklas hoefde te missen.
Ibargüen speelde aanvankelijk volleybal, maar nadat haar coach Wilder Zapata haar talent voor de atletieksport had opgemerkt, stapte zij op twaalfjarige leeftijd over op deze sport. Vanwege haar aanleg werd zij vervolgens uitgenodigd om te komen trainen in het Atanasio Girardot Sports Complex in Medellín, een trefpunt voor sport op nationaal en internationaal niveau, met veel betere trainingsfaciliteiten. Vanaf 1996 begon zij zich hier, onder leiding van de Cubaanse coach Jorge Luis Alfaro, in eerste instantie op het hoogspringen toe te leggen.

### Eerste successen
Haar eerste succes op dit onderdeel boekte Ibargüen in 1999. Als vijftienjarige wist zij bij de Zuid-Amerikaanse kampioenschappen voor senioren in Bogota een bronzen medaille te veroveren met een sprong over 1,76 m. Dat jaar veroverde zij ook haar eerste nationale titel. Vanaf 2000 trainde zij daarna onder een andere Cubaanse coach, Regla Sandrino, bij wie zij zich, naast het hoogspringen, ook bekwaamde in het ver- en hink-stap-springen.
In de jaren die volgden boekte zij ook op deze onderdelen successen. Na eerst nog in 2001 op hoogspringen goud te hebben veroverd op de Bolivariaanse Spelen in Ambato, Ecuador en Zuid-Amerikaans juniorkampioene te zijn geworden, werd zij in 2002 voor het eerst ook nationaal kampioene bij het hink-stap-springen. Haar winnende sprong van 13,38 betekende tevens een nationaal jeugdrecord. Daarna veroverde zij in 2003 de nationale titels op alle drie de springonderdelen, om vervolgens op de Zuid-Amerikaanse juniorkampioenschappen in Guayaquil, Ecuador, haar hoogspringtitel te prolongeren en er een tweede bij het hink-stap-springen aan toe te voegen. Bij dezelfde kampioenschappen voor de senioren werd het zilver bij het ver- en brons bij het hink-stap-springen. Intussen had zij dat jaar met 1,86 een nationaal hoogspringrecord gevestigd en het Zuid-Amerikaanse jeugdrecord geëvenaard en ook haar beste vertesprong van 6,18 dat jaar was een nationaal jeugdrecord.

### Hoogspringkampioene in Zuid-Amerika
In 2004 slaagde Ibargüen er in om op de Zuid-Amerikaanse kampioenschappen voor U23-atleten in het Venezolaanse Barquisimeto haar nationale hoogspringrecord op 1,91 te brengen. Zij veroverde er de gouden medaille mee en dwong al doende op twintigjarige leeftijd uitzending naar de Spelen van 2004 af. In Athene werd ze echter uitgeschakeld in de kwalificaties. Haar 1,85 was niet voldoende; om door te gaan naar de finale had zij zichzelf moeten overtreffen en ten minste 1,92 moeten springen. Wat dat jaar restte waren haar nationale titels op de drie springnummers. De Colombiaanse records op ver- en hink-stap-springen had zij inmiddels op 6,42 en 13,64 gesteld.
In 2005 veroverde Ibargüen op hoogspringen allereerst haar zesde nationale titel, om vervolgens op de Zuid-Amerikaanse kampioenschappen haar hoogste niveau in deze discipline te bereiken; met een nationale recordsprong over 1,93 werd zij in Cali kampioene. Op de wereldkampioenschappen in Helsinki kon zij dit niveau niet volhouden en met een beste sprong van 1,84 werd zij, net als het jaar ervoor in Athene, in de kwalificatieronde uitgeschakeld.

### Overstap
In de jaren die volgden wist Caterine Ibargüen zich op hoogspringgebied niet verder te ontwikkelen. Haar deelname aan de wereldindoorkampioenschappen in 2006 verliep teleurstellend. In de kwalificatieronde werd zij met 1,81 afgetekend laatste, ook al betekende haar sprong een nationaal indoorrecord. Wel prolongeerde zij in 2006 en 2007 haar Zuid-Amerikaanse hoogspringtitel, maar vanaf 2007 slaagde zij er niet meer in om de 1,90 te overbruggen en toen zij zich in 2008 niet wist te kwalificeren voor de Olympische Spelen in Peking, vond Ibargüen de tijd gekomen om het roer om te gooien. Aan het eind van dat jaar besloot zij om te gaan studeren aan de Universidad Metropolitana in Puerto Rico en zich te focussen op het hink-stap-springen en de zevenkamp onder leiding van Ubaldo Duany, een voormalige Cubaanse verspringer met een PR van 8,32 achter zijn naam, die onder meer finalist was geweest op de WK indoor van 1989, waar hij als zevende was geëindigd, vlak voor de Nederlander Frans Maas.
Het duurde even, voordat haar ommezwaai zich uitbetaalde. Onder leiding van Duany begon zij van voren af aan met de hink-stap-techniek. "Het was zaak om de voornaamste technische fouten die ik maakte, te corrigeren", aldus Ibargüen. "We moesten helemaal opnieuw beginnen en ik heb me toen weleens afgevraagd, wanneer ik ooit op dit onderdeel zou kunnen domineren? Het was erg zwaar voor mij, maar ik ben altijd optimistisch gebleven, dankzij de steun van een geweldige coach, die erg positief is", voegde zij eraan toe.
Na haar reeds eerder behaalde nationale titels op hink-stap-springen veroverde Ibargüen nu ook haar eerste internationale titel: in 2009 werd zij Zuid-Amerikaans kampioene met 13,93. Daarnaast won zij op de twee andere springnummers echter ook nog het een en ander. In 2010 overschreed zij op de Centraal-Amerikaanse en Caribische Spelen voor het eerst de veertien metergrens; achter de Jamaicaanse winnares Kimberley Williams (14,23) veroverde zij het zilver met 14,10.

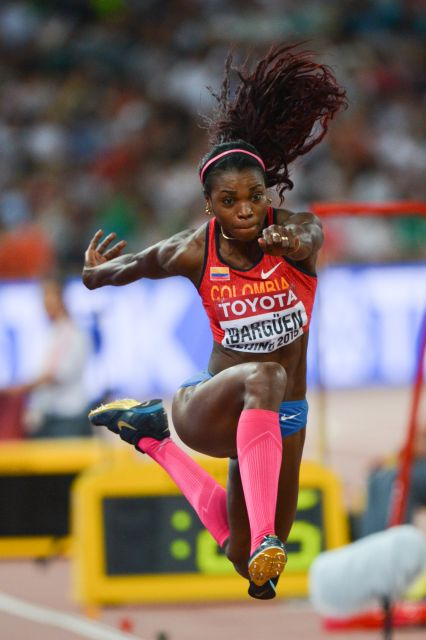
Op de WK van 2015 in Peking prolongeerde Caterine Ibargüen haar wereldtitel bij het hink-stap-springen.

### Aan de top
In 2011 volgde Ibargüens definitieve doorbraak op hink-stap-springen. Ze werd andermaal Zuid-Amerikaans kampioene, maar nu met een beste prestatie van 14,59. Vervolgens wist zij op de WK in Daegu met 14,84 de bronzen medaille te veroveren, nadat zij enkele weken ervoor in Bogotá met een sprong van 14,99 op één centimeter na de vijftien meter had bedwongen. Dat najaar sloot ze het seizoen af met een gouden medaille op de Pan-Amerikaanse Spelen in Guadalajara door 14,92 te hink-stap-springen en veroverde zij ook nog brons bij het verspringen.
Op de Olympische Spelen in Londen in 2012 was voor Caterine Ibargüen hink-stap-springen opnieuw haar belangrijkste onderdeel. Ze stond weliswaar ook voor het verspringen ingeschreven, maar besloot op dit onderdeel niet van start te gaan. Haar optreden bij het hink-stap-springen resulteerde in een beste poging van 14,80, waarmee zij als tweede eindigde achter de Kazachse Olga Rypakova (goud; 14,98), maar voor de Oekraïense Olha Saladoecha (brons; 14,79).
Vanaf 2013 was het echter gedaan met de bijrollen; Ibargüen eiste voortaan bij het hink-stap-springen nog slechts hoofdrollen voor zich op. Zij begon dat jaar aan een overwinningsreeks in de Diamond League-serie die tot en met 2019 zou voortduren, behaalde op de WK in Moskou de wereldtitel, welke titel zij in 2015 prolongeerde, won in 2014 het hink-stap-springen op de Centraal-Amerikaanse en Caribische Spelen en in 2015 op de Pan-Amerikaanse Spelen en stelde in 2014 het Zuid-Amerikaanse record op 15,31. Caterine Ibargüen had haar doel bereikt: de top.

### Olympisch kampioene
In 2016 zette Ibargüen de kroon op haar carrière door op de Olympische Spelen in Rio de Janeiro de gouden medaille te veroveren. Daarbij ondervond zij behoorlijke tegenstand van de elf jaar jongere Yulimar Rojas, afkomstig uit buurland Venezuela, die uiteindelijk het zilver voor zich opeiste. Het was de eerste en de laatste keer dat Rojas in Ibargüen haar meerdere moest erkennen. Vanaf 2017 waren de rollen omgedraaid en won de Venezolaanse alles wat er te winnen viel. Op de wereldkampioenschappen in de navolgende jaren streed Ibargüen nog wel steeds mee om de medailles, maar winnen van Rojas zat er niet meer in.

### Afscheid
Kort nadat zij bij haar vierde optreden op Olympische Spelen, die van Tokio, in 2021 gehouden als gevolg van de coronapandemie in 2020, als tiende bij het hink-stap-springen was geëindigd, kondigde Ibargüen haar vertrek uit de atletieksport aan.

## Titels
- Olympisch kampioene hink-stap-springen - 2016
- Wereldkampioene hink-stap-springen - 2013, 2015
- Pan-Amerikaanse Spelen kampioene hink-stap-springen - 2011, 2015
- Zuid-Amerikaans kampioene hoogspringen - 2005, 2006, 2007, 2009
- Zuid-Amerikaans kampioene hink-stap-springen - 2009, 2011
- Centraal-Amerikaanse en Caribische Spelen kampioene verspringen - 2018
- Centraal-Amerikaanse en Caribische Spelen kampioene hink-stap-springen - 2014, 2018
- Bolivariaanse Spelen kampioene hoogspringen - 2001, 2005, 2009
- Bolivariaanse Spelen kampioene verspringen - 2005, 2009
- Colombiaans kampioene hoogspringen - 1999, 2001, 2002, 2003, 2004, 2005, 2006, 2007, 2009, 2010, 2011
- Colombiaans kampioene verspringen - 2003, 2004, 2006, 2007, 2009, 2011
- Colombiaans kampioene hink-stap-springen - 2002, 2003, 2004, 2005, 2007, 2009, 2010, 2011, 2014
- Zuid-Amerikaans kampioene U23 hoogspringen - 2004
- Zuid-Amerikaans kampioene U23 verspringen - 2006
- Zuid-Amerikaans kampioene U20 hoogspringen - 2001, 2003
- Zuid-Amerikaans kampioene U20 hink-stap-springen - 2003

## Persoonlijke records
Outdoor
| Onderdeel          | Afstand             | Datum            | Plaats     |
| ------------------ | ------------------- | ---------------- | ---------- |
| hoogspringen       | 01,93 m (ex-NR)     | 22 juli 2005     | Cali       |
| verspringen        | 06,93 m (NR)        | 9 september 2018 | Ostrava    |
| hink-stap-springen | 15,31 m (ex-AR; NR) | 18 juli 2014     | Monaco     |
| zevenkamp          | 5742 p              | 5 december 2009  | San Germán |

Indoor
| Onderdeel    | Afstand     | Datum         | Plaats |
| ------------ | ----------- | ------------- | ------ |
| hoogspringen | 1,81 m (NR) | 11 maart 2006 | Moskou |

## Palmares

### hoogspringen
- 1999:  Colombiaanse kamp. - 1,75 m
- 1999:  Zuid-Amerikaanse kamp. - 1,76 m
- 2001:  Colombiaanse kamp. - 1,76 m
- 2001:  Zuid-Amerikaanse kamp. U20 - 1,77 m
- 2001:  Bolivariaanse Spelen - 1,79 m
- 2002:  Colombiaanse kamp. - 1,73 m
- 2002:  Centraal-Amerikaanse en Caribische Spelen - 1,79 m
- 2003:  Colombiaanse kamp. - 1,80 m
- 2003:  Zuid-Amerikaanse kamp. U20 - 1,80 m
- 2003: 4e Zuid-Amerikaanse kamp. - 1,79 m
- 2004:  Colombiaanse kamp. - 1,85 m
- 2004:  Zuid-Amerikaanse kamp. U23 - 1,91 m
- 2004:  Ibero-Amerikaanse kamp. - 1,88 m
- 2004: 16e in kwal. OS - 1,85 m
- 2005:  Colombiaanse kamp. - 1,88 m
- 2005:  Zuid-Amerikaanse kamp. - 1,93 m (NR)
- 2005: 11e in kwal. WK - 1,84 m
- 2006: 17e in kwal. WK indoor - 1,81 m (NR)
- 2006:  Colombiaanse kamp. - 1,86 m
- 2006:  Centraal-Amerikaanse en Caribische Spelen - 1,88 m
- 2006:  Zuid-Amerikaanse kamp. - 1,90 m
- 2006:  Zuid-Amerikaanse kamp. U23 - 1,85 m
- 2007:  Colombiaanse kamp. - 1,82 m
- 2007: 4e Pan-Amerikaanse Spelen - 1,87 m
- 2007:  Zuid-Amerikaanse kamp. - 1,84 m
- 2008:  Ibero-Amerikaanse kamp. - 1,85 m
- 2008:  Centraal-Amerikaanse en Caribische kamp. - 1,88 m
- 2009:  Colombiaanse kamp. - 1,85 m
- 2009:  Zuid-Amerikaanse kamp. - 1,88 m
- 2009: 28e WK - 1,85 m
- 2009:  Bolivariaanse Spelen - 1,80 m
- 2010:  Colombiaanse kamp. - 1,72 m
- 2011:  Colombiaanse kamp. - 1,72 m

### hink-stap-springen
Kampioenschappen
- 2002: 9e in kwal. WK U20 - 12,69 m
- 2002:  Colombiaanse kamp. - 12,39 m
- 2003:  Colombiaanse kamp. - 13,23 m
- 2003:  Zuid-Amerikaanse kamp. U20  - 13,05 m
- 2003:  Zuid-Amerikaanse kamp. - 13,07 m
- 2004:  Colombiaanse kamp. - 13,64 m
- 2005:  Colombiaanse kamp. - 13,62 m
- 2005:  Zuid-Amerikaanse kamp. - 13,59 m
- 2005:  Bolivariaanse Spelen - 13,64 m
- 2006:  Zuid-Amerikaanse kamp. - 13,91 m
- 2006:  Zuid-Amerikaanse kamp. U23 - 13,26 m
- 2007:  Colombiaanse kamp. - 12,66 m
- 2009:  Colombiaanse kamp. - 13,57 m
- 2009:  Zuid-Amerikaanse kamp. - 13,93 m
- 2009:  Bolivariaanse Spelen - 13,96 m
- 2010:  Colombiaanse kamp. - 14,01 m
- 2010:  Ibero-Amerikaanse kamp. - 14,29 m
- 2010:  Centraal-Amerikaanse en Caribische Spelen - 14,10 m
- 2011:  Colombiaanse kamp. - 14,63 m
- 2011:  Zuid-Amerikaanse kamp. - 14,59 m
- 2011:  WK - 14,84 m
- 2011:  Pan-Amerikaanse Spelen - 14,92 m
- 2012:  OS - 14,80
- 2013:  WK - 14,85 m
- 2014:  Colombiaanse kamp. - 14,98 m
- 2014:  FBK Games - 14,63 m
- 2014:  IAAF Wereldbeker in Marrakesh - 14,52 m
- 2014:  Centraal-Amerikaanse en Caribische Spelen - 14,57 m
- 2015:  WK - 14,90 m
- 2015:  Pan-Amerikaanse Spelen - 15,08 m
- 2016:  OS - 15,17 m
- 2017:  WK - 14,89 m
- 2018:  Centraal-Amerikaanse en Caribische Spelen - 14,92 m
- 2018:  Wereldbeker in Ostrava - 14,76 m
- 2019:  WK - 14,73 m
- 2021: 10e OS - 14,25 m (in kwal. 14,37 m)

Diamond League-podiumplekken
- 2011:  DN Galan – 14,83 m
- 2012:  Golden Gala – 14,71 m
- 2012:  Aviva London Grand Prix – 14,66 m
- 2012:  Herculis – 14,85 m
- 2013:  Shanghai Golden Grand Prix – 14,69 m
- 2013:  Prefontaine Classic – 14,93 m
- 2013:  Bislett Games – 14,81 m
- 2013:  Meeting Areva – 14,69 m
- 2013:  DN Galan – 14,61 m
- 2013:  Memorial Van Damme – 14,49 m
- 2013:   Diamond League - 28 p
- 2014:  Qatar Athletic Super Grand Prix – 14,43 m
- 2014:  Golden Gala – 14,48 m
- 2014:  Athletissima – 14,87 m
- 2014:  Herculis – 15,31 m
- 2014:  Sainsbury's Grand Prix - 14,52 m
- 2014:  Memorial Van Damme – 14,98 m
- 2014:   Diamond League - 28 p
- 2015:  Shanghai Golden Grand Prix - 14,85 m
- 2015:  Prefontaine Classic - 15,18 m
- 2015:  Bislett Games - 14,68 m
- 2015:  Meeting Areva - 14,87 m
- 2015:  DN Galan - 14,69 m
- 2015:  Memorial Van Damme - 14,60 m
- 2015:   Diamond League - 28 p
- 2016:  Qatar Athletic Super Grand Prix - 15,04 m
- 2016:  Meeting International Mohammed VI d'Athlétisme de Rabat - 14,51 m
- 2016:  Golden Gala - 14,78 m
- 2016:  Birmingham Diamond League - 14,56 m
- 2016:  Herculis - 14,96 m
- 2016:  Athletissima – 14,76 m
- 2016:  Memorial Van Damme - 14,66 m
- 2016:   Diamond League - 76 p
- 2017:  Golden Gala - 14,78 m
- 2017:  Meeting International Mohammed VI d'Athlétisme de Rabat - 14,51 m
- 2017:  Herculis - 14,86 m
- 2017:  Birmingham Diamond League - 14,51 m
- 2017:  Weltklasse Zürich - 14,48 m
- 2017:   Diamond League - 31 p
- 2018:  Shanghai Golden Grand Prix - 14,80 m
- 2018:  Bislett Games - 14,89 m (+2,5 m/s)
- 2018:  Meeting de Paris - 14,83 m
- 2018:  Meeting International Mohammed VI d'Athlétisme de Rabat - 14,96 m
- 2018:  Weltklasse Zürich - 14,56 m
- 2018:   Diamond League - 32 p
- 2019:  Bislett Games - 14,79 m
- 2019:  Athletissima - 14,89 m

### verspringen
- 2003:  Colombiaanse kamp. - 5,89 m
- 2003:  Zuid-Amerikaanse kamp. - 6,04 m
- 2004:  Colombiaanse kamp. - 6,42 m
- 2006:  Zuid-Amerikaanse kamp. U23 - 6,05 m
- 2005:  Zuid-Amerikaanse kamp. - 6,30 m
- 2005:  Bolivariaanse Spelen - 6,54 m
- 2006:  Colombiaanse kamp. - 5,86 m
- 2006:  Zuid-Amerikaanse kamp. - 6,51 m
- 2007:  Colombiaanse kamp. - 6,22 m
- 2007:  Zuid-Amerikaanse kamp. - 6,18 m
- 2009:  Colombiaanse kamp. - 6,41 m
- 2009:  Bolivariaanse Spelen - 6,32 m
- 2010: 4e Centraal-Amerikaanse en Caraïbische Spelen - 6,29 m
- 2011:  Colombiaanse kamp. - 6,50 m
- 2011:  Zuid-Amerikaanse kamp. - 6,45 m
- 2011:  Pan-Amerikaanse Spelen - 6,63 m
- 2012: DNS OS
- 2018:  Centraal-Amerikaanse en Caribische Spelen - 6,83 m
- 2018:  Wereldbeker - 6,93 m
- 2019: 5e Pan-Amerikaanse Spelen - 6,54 m

Diamond League-podiumplekken
- 2018:  Athletissima - 6,77 m m
- 2018:  Birmingham Diamond League - 6,80 m
- 2018:  Memorial Van Damme - 6,80 m
- 2019:  Golden Gala - 6,87 m
- 2019:  Qatar Athletic Super Grand Prix - 6,76 m

## Onderscheidingen
- Wereldatlete van het jaar - 2018

1996: Inessa Kravets ·
2000: Tereza Marinova ·
2004: Françoise Mbango Etone ·
2008: Françoise Mbango Etone ·
2012: Olga Rypakova ·
2016: Caterine Ibargüen ·
2020: Yulimar Rojas ·
2024: Thea LaFond
1993: Anna Birjoekova ·
1995: Inessa Kravets ·
1997: Šárka Kašpárková ·
1999: Paraskeví Tsiamíta ·
2001: Tatjana Lebedeva ·
2003: Tatjana Lebedeva ·
2005: Trecia Smith ·
2007: Yargelis Savigne ·
2009: Yargelis Savigne ·
2011: Olha Saladoecha ·
2013: Caterine Ibargüen ·
2015: Caterine Ibargüen ·
2017: Yulimar Rojas ·
2019: Yulimar Rojas ·
2022: Yulimar Rojas ·
2023: Yulimar Rojas